# Paolo Pagani
Pour les articles homonymes, voir Pagani (homonymie).
Paolo Pagani (Castello Valsolda, 22 septembre 1655 - Milan, 5 mai 1716)  est un peintre italien rococo, qui a été actif à la fin du XVIIe et au début du XVIIIe siècle. 

## Biographie
Giovanni Antonio Pellegrini fut un de ses élèves.

## Œuvres
- Rachel cache les idoles de Laban.
- Enée transporte son père Anchise fuyant l'incendie de Troie.
- L'Enlèvement d'Hélène.
- Figure d'apôtre.
- L'Assomption de la Vierge.
- Persée et Andromède, musée des beaux-arts de Nancy.
- Saint Jérôme, Liechtenstein Museum, Vienne, Autriche.
- La Découverte de Romulus et Rémus,
- Dieu le Père et la bénédiction de deux enfants partageant un pain (Allégorie de l'Eucharistie), Casa Pagani museum, Valsolda.